# ورزشگاه باشگاه آل اخدود
ورزشگاه باشگاه آل اخدود (به عربی: ملعب نادی الأخدود) یک ورزشگاه در عربستان سعودی است که در نجران واقع شده‌است.